# Valles interandinos de Colombia

Mapa topográfico de Colombia.

Las cordilleras y los valles son el aspecto físico predominante de la geografía colombiana. El hecho de que las cordilleras tuvieran una orientación norte sur facilitó el ingreso de los exploradores interesados en encontrar oro y plata y posteriormente colonizadores en busca de buenas tierras. Los primeros pobladores también buscaron estas tierras debido a la protección que les brindaba el terreno corrugado y por esta razón la mayor parte de las tierras planas al oriente fue prácticamente ignorada y muchas áreas permanecen aún hoy inexploradas.[cita requerida]
Los valles son cuencas estructurales entre las cordilleras y no simplemente el producto de la erosión fluvial. En muchos lugares los valles se expanden muchos kilómetros, por ejemplo en Cali y en Popayán, a pesar de que los ríos Patía y el Cauca corren en direcciones opuestas. En otras secciones los ríos corren por entre estrechos pasajes, por ejemplo, en Honda sobre el Magdalena donde los rápidos interrumpen la navegación del río. Sin embargo estas cuencas han sido llenadas por capas de ceniza y polvo volcánico de varios metros de grosor lo que ha producido terrenos muy fértiles. Este hecho, sumado al de la altitud sobre el nivel del mar (por ejemplo, el Valle del Cauca se encuentra entre los 900 y 1000 m s. n. m. de altura), ha contribuido a formar un ambiente agradable y una de las tierras tropicales más productivas del mundo.[cita requerida]
Las cordilleras crean a su vez formidables obstáculos para los desplazamientos laterales de población. Las principales rutas desde Bogotá-Cali y Bogotá-Manizales deben cruzar la Cordillera Central a través de pasos de 3.250 a 3.700 m s. n. m. de altura respectivamente y prácticamente todos los pasos sobre la Cordillera Central superan los 3000 m s. n. m. Es tal la naturaleza del terreno que el único ferrocarril construido a través de ellas fue el ferrocarril de Bogotá a Cali y Buenaventura.[cita requerida]

## Valles

### Valle de Aburrá
El Valle de Aburrá, se ubica en el centro-sur del departamento de Antioquia, Colombia, en medio de la Cordillera Central de los Andes.
Es la cuenca natural del río Medellín que recorre este valle de sur a norte, recibiendo una serie de afluentes a lo largo de su recorrido. El valle tiene una longitud aproximada de 60 km y una amplitud variable. Está enmarcado por una topografía irregular y pendiente, con alturas que oscilan entre 1.300 y 2.800 m sobre el nivel del mar.

### Valle del Atrato-San Juan

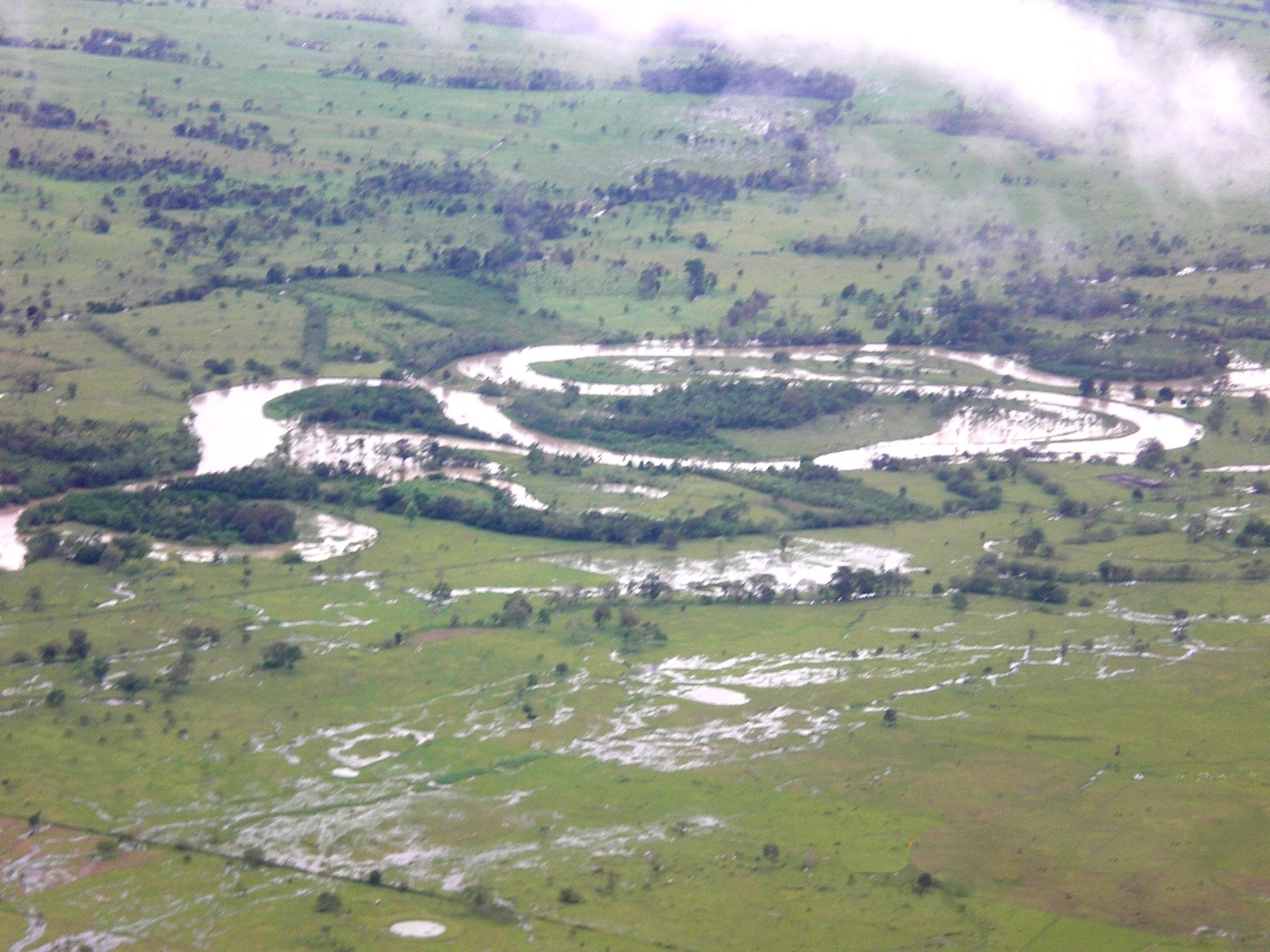
Río Atrato.

Formado por la Serranía del Baudó, la Serranía del Darién y la Cordillera Occidental. Está surcado por el río Atrato. El principal centro urbano es la ciudad de Quibdó, capital del departamento del Chocó, su flora es conocida como matamba, marañón, hoja de damagua, la campanilla, pichindé, guarumo, balso, y heliconia y con su fauna chigüiro, tortuga marina y oso hormiguero

### Valle de Atriz
Valle de Atriz es una denominación española del Hatunllacta (en quechua: ‘tierra de los mayores’ o ‘tierra grande’), también llamado valle de Atres  por algunos cronistas tales como Felipe Guamán Poma de Ayala. 
Situado al pie del volcán Galeras, en medio del nudo de los Pastos, macizo que da origen a las tres ramificaciones de la cordillera de los Andes en el actual territorio colombiano. El valle de Atriz tiene aproximadamente 8819 hectáreas y actualmente es el asiento de la ciudad de San Juan de Pasto, capital del departamento de Nariño, al sur de Colombia. 

### Valle del río Cauca

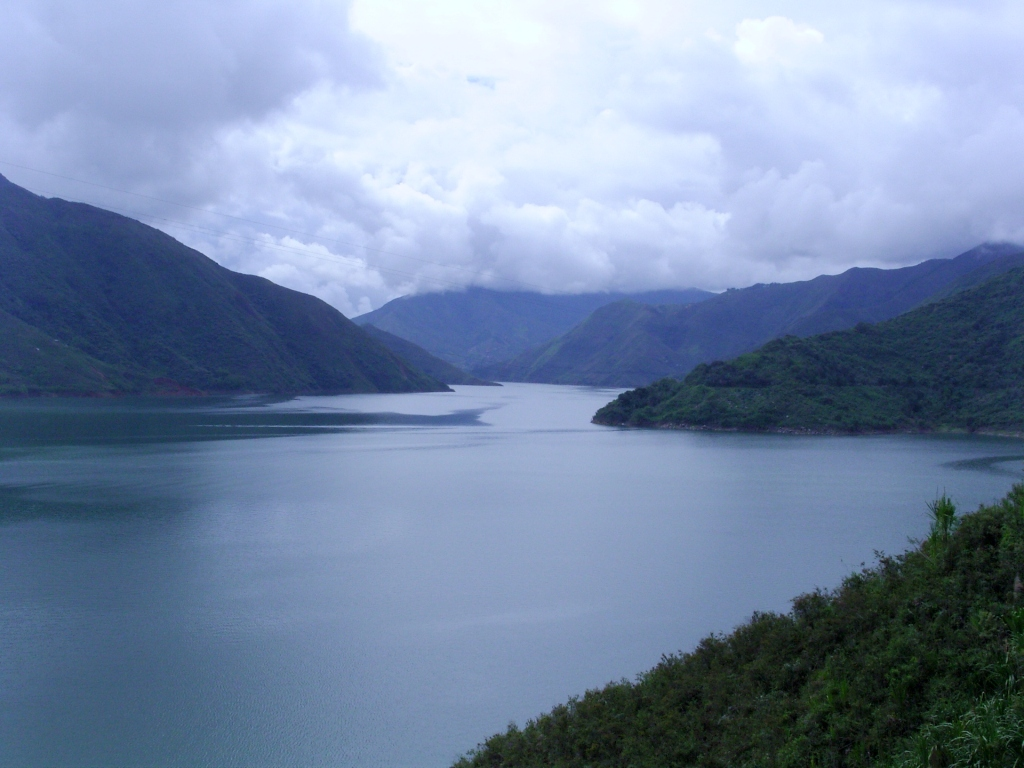
Embalse de Salvajina en el río Cauca.

El valle del río Cauca comprende una región entre las cordilleras Central y Occidental de los Andes colombianos, tiene aproximadamente 240 km de largo y su ancho varía entre 32 km (Yumbo y Palmira) y 12 km (Yotoco y Buga). El valle se encuentra a una altitud de 1000 m en promedio y abarca una superficie aproximada de 3000 km².

### Valle del Catatumbo
Situado en el departamento de Norte de Santander, en los límites entre Colombia y Venezuela, entre la cordillera de Mérida y la Serranía del Perijá, está bañado por el río Catatumbo. La ciudad de Cúcuta es una de las principales aglomeraciones urbanas del Catatumbo colombiano.

### Valle del río Cesar
El río Cesar separa a la sierra nevada de Santa Marta de la cordillera de los Andes, en particular de la cordillera oriental, formando un callejón entre la Alta Guajira y el Bajo Magdalena. El principal centro urbano de la región es la ciudad de Valledupar.

### Valle de Hunza
El Valle de Hunza, está ubicado en la zona central de la cordillera oriental de los Andes, en el centro del departamento de Boyacá, siendo el inicio de la cuenca alta del río Chicamocha, sobre la cual se asienta la capital regional: Tunja, además de otros municipios de la provincia centro (Hunza). El valle tiene una amplitud de 30 km y una longitud aproximada de 40 km, su ecosistema dominante es bosque de alta montaña y colinas con praderas andinas altiplánicas. Su altitud oscila entre los 2550 m s. n. m. y los 3200 m s. n. m., su zona más poblada se encuentra al sur del valle entre los municipios de Cómbita, Oicatá, Motavita, Soracá y la ciudad de Tunja, la cual corona el valle, siendo si cabecera y estrella fluvial.

### Valle de Laboyos
El valle de Laboyos se localiza al sur del departamento del Huila. Surcado por el río Guarapas y el río Guachicos, su principal centro urbano es la ciudad de Pitalito.

### Valle del río Magdalena

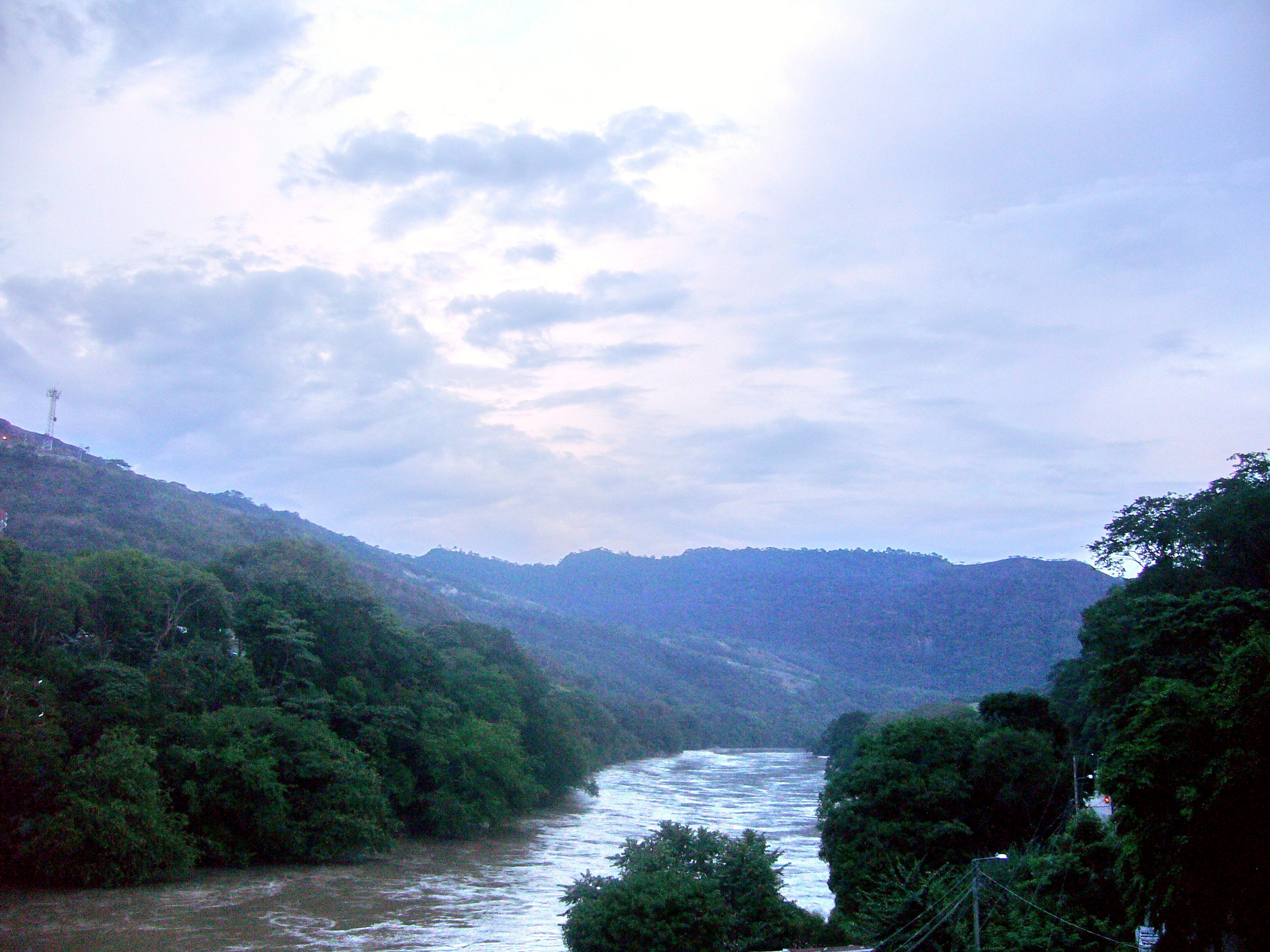
El río Magdalena en su paso por Honda.

El valle del río Magdalena ubicado en Colombia, está situado concretamente entre las cordilleras Central y Oriental y atravesado por el río del mismo nombre, el río Magdalena.
El valle del río Magdalena es subdividido en valle Alto, Medio y Bajo.
Los principales centros urbanos de la región son Neiva en el Alto Magdalena, Barrancabermeja en el Magdalena Medio y Barranquilla en el Bajo Magdalena.

### Valle de las Papas
El Valle de Las Papas, conocido como el Páramo de las Papas, está ubicado en el Macizo Colombiano a una altitud de 3000 ms.n.m. Es el lugar del nacimiento del Río Caquetá. La principal población del Valle de Las Papas es el Corregimiento de Valencia, el cual hace parte del municipio de San Sebastián (Cauca). Las principal actividad económica de la región es la agricultura de la papa; también existe un creciente turismo, principalmente de observadores de aves. Las montañas que rodean el valle están cubiertas de frailejón.

### Valle del río Patía

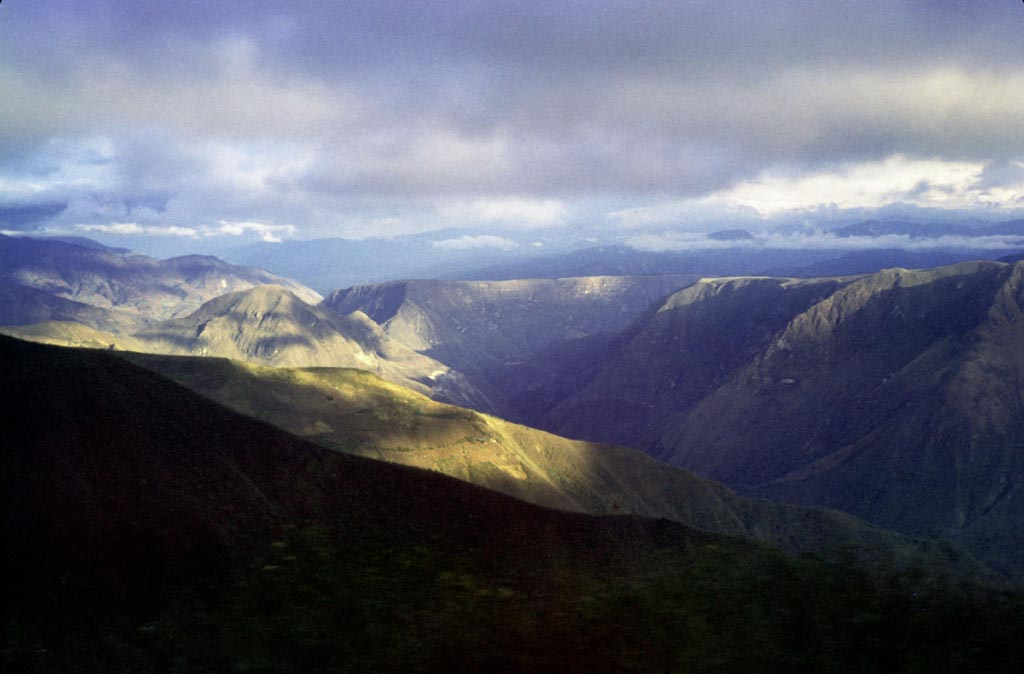
El valle del río Patía.

Ubicado en los departamentos de Cauca y Nariño entre la Cordillera Central y Occidental. Es un valle corrugado, bañado por el río Patía. La región es semiárida, de lluvias escasas, por lo cual solo se ha desarrollado una agricultura de subsistencia. La principal población del valle del Patía es El Bordo, cabecera municipal del municipio del Patía.

### Valle de Pubenza
Valle de Pubenza o Valle del Alto Cauca, es un valle alto (altitud promedio: 1600 m s. n. m.), de terreno ondulado, de tierras húmedas pero de baja fertilidad, cubiertas por pastos nativos. Está ubicado entre la Cordillera Occidental y la Cordillera Central de los Andes colombianos. La principal ciudad del valle de Pubenza es Popayán, capital del departamento del Cauca.

### Valle de Sibundoy
El Valle de Sibundoy se ubica en el suroccidente de Colombia en las estribaciones del Macizo Colombiano, en la Región Andino - Amazónica, al noroccidente del departamento del Putumayo. Posee una extensión de 526 km² de los cuales 8500 ha corresponden a zonas planas y 44100 ha a zonas de ladera y montaña. Allí se establecen las poblaciones de Santiago, Colón, Sibundoy y San Francisco. Esta región hace parte de la gran cuenca hidrográfica del río Amazonas,  al ser cuenca alta del río Putumayo, que recoge las aguas de todas las fuentes hídricas que irrigan el valle. Este territorio limita al norte con los cerros Cascabel y Juanoy; hacia el occidente con los cerros de Bordoncillo y Campanero; hacia el sur con el volcán Patascoy; y hacia el oriente con los cerros Portachuelo y la Tortuga.

### Valle de Tenza

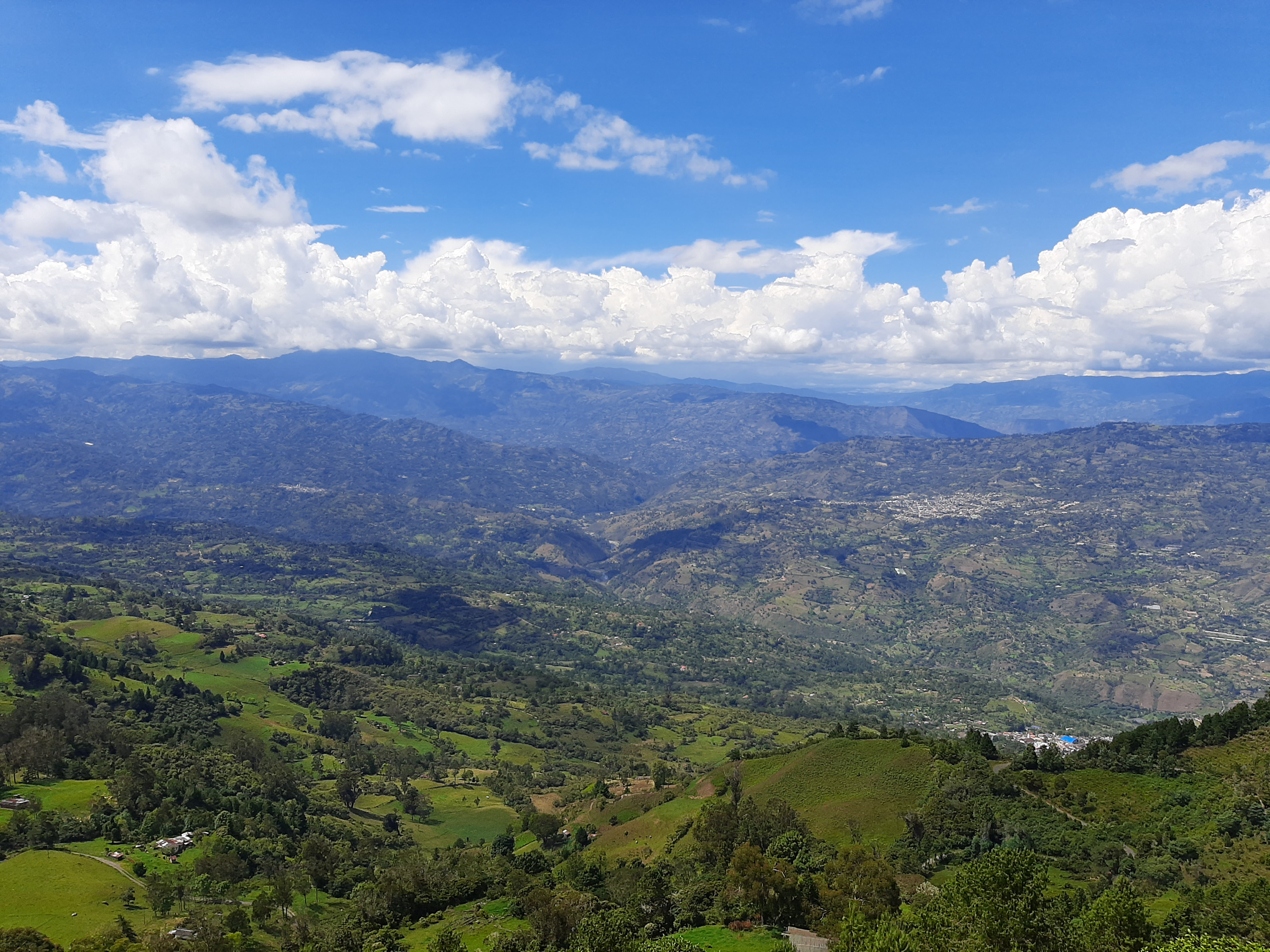
Región del Valle de Tenza vista desde el Cerro de Somondoco.

El Valle de Tenza es una región geográfica y cultural ubicada entre los departamentos colombianos de Boyacá y Cundinamarca en la Cordillera Oriental. Se desconoce la época en que fue poblada la zona pero restos arqueológicos de cerámica en la región están relacionados con la cultura Muisca temprana y datan del siglo X.
Los principales ríos de esta región son el Machetá, el Súnuba, el Garagoa y el Batá. En esta zona también se ubica el Embalse la Esmeralda, formado para el proyecto de la Central hidroeléctrica de Chivor.
Actualmente, los mayores centros poblados de la región son los municipios de Garagoa y Guateque.